# Zuzana Stromková
Zuzana Stromková, née le 21 mai 1990, est une skieuse acrobatique slovaque spécialiste de slopestyle. 

## Carrière
Elle débute au niveau international durant l'hiver 2011-2012, se classant quatrième lors de sa première épreuve de Coupe du monde. En 2014, elle prend part aux Jeux olympiques de Sotchi. Lors des Championnats du monde 2015, elle remporte la médaille de bronze au concours de slopestyle, et monte ainsi sur son premier podium en carrière.

## Palmarès

### Jeux olympiques
| Édition/Discipline | slopestyle |
| JO 2014 à Sotchi   | 20e        |

### Championnats du monde
| Édition/Discipline             | slopestyle |
| Mondiaux 2013 à Voss-Myrkdalen | 16e        |
| Mondiaux 2015 à Kreischberg    | Bronze     |

### Coupe du monde
- Meilleur classement général : 37e en 2014.
- Meilleur classement en slopestyle : 5e en 2014.